# Wisznia Mała
Wisznia Mała (deutsch: Wiese) ist ein Ort in der Landgemeinde Wisznia Mała im Powiat Trzebnicki der  Woiwodschaft Niederschlesien in Polen.

## Geschichte
Bis 1945 war Wiese eine Gemeinde im Landkreis Trebnitz, Regierungsbezirk Breslau der Provinz Niederschlesien.

## Gemeinde
Zur Landgemeinde Wisznia Mała gehören folgende Ortsteile (deutsche Namen, amtlich bis 1945) mit einem Schulzenamt:
- Gaj
- Kalina
- Kryniczno (Kapsdorf)
- Krzyżanowice (Kryschanowitz, 1936–1945 Weidebrück)
- Ligota Piękna (Schön Ellguth)
- Machnice (Machnitz)
- Malin (Mahlen)
- Mienice (Mühnitz)
- Ozorowice (Sponsberg)
- Pierwoszów (Pürbischau)
- Piotrkowiczki (Peterwitz)
- Psary (Hünern)
- Rogoż (Rux)
- Strzeszów (Striese)
- Szewce (Schebitz)
- Szymanów (Simsdorf)
- Wisznia Mała (Wiese)
- Wysoki Kościół (Hochkirch)

## Verkehr
Der Haltepunkt Szewce an der Bahnstrecke Wrocław–Poznań und der Haltepunkt Pierwoszów Miłocin an der Bahnstrecke Wrocław–Trzebnica liegen im Gemeindegebiet. Der Bahnhof Wisznia Mała lag an der Breslau-Trebnitz-Prausnitzer Kleinbahn.

## Persönlichkeiten
- Egbert Herfurth (* 1944 in Wiese), deutscher Grafiker und Maler